# Real Futsal Arzignano 2019-2020
La voce raccoglie i dati riguardanti il Real Futsal Arzignano, squadra di calcio a 5 militante in serie A, nelle competizioni ufficiali del 2019-2020.

## Trasferimenti

### Sessione estiva
| Frederico Almeida    | Fonsecas e Calçada |
| Andrea Bastini       | Maccan Prata       |
| Juan Ignacio Claro   | Pescara            |
| Francisco Feliciotti | Kimberley          |
| Ibrahim Ghouati      | Roma               |
| Antonio Molaro       | Real Cefalù        |
| Rafael Morillo       | Panta Walon        |
| Paulo Sabry          | UPVN               |
| Altre operazioni     |                    |
| Alberto Pizarro      | Vicenza            |

| Carlo Houenou      | Acqua e Sapone |
| Jhonatan Linhares  | C.M.B.         |
| Marco Marzotto     | svincolato     |
| Gabriel Motta      | Lido di Ostia  |
| Jesús Murga        | Arzignano Team |
| Paulinho           | Ribera Navarra |
| Manuel Rosa        | Real Cornaredo |
| Mario Salamone     | Città di Asti  |
| David Tres         | Arzignano Team |
| Loris Urbani       | Isola5         |
| Altre operazioni   |                |
| Giovanni Bicego    | Schio          |
| Giovanni Boschetto | Leonicena      |
| Marco Zarantonello | Arzignano Team |

### Sessione invernale
| Andrés Panarotto | Chaminade  |
| Giovani Pedotti  | svincolato |
| Altre operazioni |            |

| Frederico Almeida | svincolato    |
| Ibrahim Ghouati   | L84           |
| Giovani Pedotti   | Petrarca      |
| Paulo Sabry       | svincolato    |
| Altre operazioni  |               |
| Alberto Pizarro   | Hellas Verona |

## Prima squadra
| N° | Naz.                  | Ruolo | Sportivo             | Anno     |  |  |
| -- | --------------------- | ----- | -------------------- | -------- |  |  |
| 1  | Italia (bandiera)     | POR   | Andrea Bastini       | 12.09.88 |  |  |
| 2  | Brasile (bandiera)    | POR   | Matheus Pozzi        | 15.02.97 |  |  |
| 4  | Portogallo (bandiera) | DIF   | Paulo Sabry          | 13.03.87 |  |  |
| 5  | Brasile (bandiera)    | DIF   | Márcio Brancher      | 21.05.67 |  |  |
| 8  | Portogallo (bandiera) | LAT   | Frederico Almeida    | 14.02.94 |  |  |
| 8  | Colombia (bandiera)   | LAT   | Andrés Panarotto     | 30.11.96 |  |  |
| 9  | Italia (bandiera)     | PIV   | Fabrizio Amoroso     | 20.11.80 |  |  |
| 10 | Venezuela (bandiera)  | LAT   | Rafael Morillo       | 20.10.92 |  |  |
| 20 | Brasile (bandiera)    | DIF   | Giovani Pedotti      | 06.09.82 |  |  |
| 22 | Argentina (bandiera)  | LAT   | Juan Ignacio Claro   | 12.05.97 |  |  |
| 27 | Italia (bandiera)     | LAT   | Ibrahim Ghouati      | 04.07.99 |  |  |
| 30 | Italia (bandiera)     | LAT   | Antonio Molaro       | 08.04.98 |  |  |
| -  | Argentina (bandiera)  | LAT   | Francisco Feliciotti | 26.04.98 |  |  |

## Under-19
| N° | Naz.               | Ruolo | Sportivo          | Anno     |  |  |
| -- | ------------------ | ----- | ----------------- | -------- |  |  |
| 6  | Italia (bandiera)  | LAT   | Leonardo Tumiatti | 18.02.00 |  |  |
| 7  | Kosovo (bandiera)  | LAT   | Fejza Kastrati    | 18.10.02 |  |  |
| 15 | Kosovo (bandiera)  | DIF   | Valianit Kastrati | 29.01.01 |  |  |
| 23 | Ecuador (bandiera) | PIV   | Alberto Pizarro   | 23.10.00 |  |  |
| -  | Italia (bandiera)  | POR   | Leonardo Fongaro  | 26.10.01 |  |  |
| -  | Albania (bandiera) | PIV   | Bruno Lazri       | 24.06.01 |  |  |
| -  | Kosovo (bandiera)  | LAT   | Jetmir Miftari    | 26.01.02 |  |  |
| -  | Italia (bandiera)  | LAT   | Mattia Tibaldo    | 06.01.02 |  |  |